# Kostel Nejsvětější Trojice (Chtelnica)
Kostel Nejsvětější Trojice v Chtelnici je římskokatolický chrám v obci Chtelnica.
Kostel je vysoký 46 metrů, kříž na věži měří 4 metry. Délka kostela je přibližně 45 metrů, šířka 14 metrů. Věž je 3,9 metru široká. Ve věži kostela jsou v současnosti 3 zvony. Největší váží 750 kilogramů a je na něm nápis: "Svatá Trojice, jediný Bože, smiluj se nad námi." Druhý zvon váží 550 kilogramů a je nejnovější. Je na něm napsáno: "Svatý Karel Boromejský, oroduj za nás". Zvon ulila rodina Dytrichová na Moravě ve vesničce Brodek u Přerova. Nejmenší zvon má 300 kilogramů a je na něm nápis: "Svatá Panno Maria, oroduj za nás". Uprostřed kostela je oltář z mramoru, při kterém je kněz obrácen k věřícím.
Varhany značky Rieger-Kloss, které se nacházejí na kruchtě, z konce 18. století. Vyrobeny byly v Krnově jako 1333 kus.
Kostel se začal stavět 6. května 1794, kdy posvětili základní kámen. Stavba byla dokončena roku 1800 a slavnostně ho konsekrovali 21. června 1801.

## Rekonstrukce kostela
- V roce 1995 byla obnovena krypta pod kostelem s vchodem od severní strany – byla vybetonovaná a osadili se železné schody
- Oprava varhan v roce 1998 – 1999. V roce 2009 se varhany opět rekonstruovaly.
- Elektrické osvětlení bylo zavedeno v roce 1940
- 1983 – oprava střechy věže a pokrytí měděným plechem
- 1973 – elektrifikace zvonů
- Od roku 1982 – 1985 obnova oltářů, obrazů a soch, pozlacení kazatelny, obnova klenby presbytáře, nové lavice